# Gymnasium Nordhorn
Das Gymnasium Nordhorn ist ein Gymnasium in Nordhorn in Niedersachsen. 1925 gegründet, ist es das älteste Gymnasium im Landkreis Grafschaft Bentheim.

## Geschichte
Nachdem die Textilindustrie in Nordhorn (Rawe, Povel und Niehues & Dütting (NINO)) nach dem Ersten Weltkrieg einen Aufschwung hatte, die Inflation 1923 durchgestanden war, der preußische Kultusminister Carl Heinrich Becker die Gründung von „Aufbauschulen“ forderte und es in der Grafschaft Bentheim, die zu diesem Zeitpunkt etwa 50.000 Einwohner hatte, noch keine Schule mit zum Hochschulzugang berechtigten Abschluss gab, mehrten sich Forderungen nach der Gründung einer Oberschule. Die Forderungen wurden von den Landräten Richard Böninger und Heinrich Specht unterstützt. So nahm das Gymnasium Nordhorn am 1. April 1925 als „Aufbauklasse für die männliche Jugend nach dem Lehrplan der Oberrealschule“ an verschiedenen Standorten innerhalb Nordhorns seinen Betrieb auf. 1928 wurden die Standorte in einem Neubau am Postdamm, wo sie sich bis dato befindet, zusammengefasst. Abweichend von der Bezeichnung war die Schule von Beginn an koedukativ.
Die Zeit des Nationalsozialismus wird uneinheitlich rezipiert. So waren einerseits vermutlich über 90 % der Schüler in der Hitlerjugend organisiert, andererseits wurden kaum Parteiuniformen getragen und ein Lehrer war in einer bürgerlichen Widerstandsgruppe aktiv. In den Jahren 1937–1954 war die Schulzeit auf 12 Jahre begrenzt. Am 1. April 1939 wurde die Schule zu einer grundständigen „Deutschen Oberschule“ mit Latein als Fremdsprache umgegliedert. Im Zweiten Weltkrieg verloren zwanzig Prozent der Abiturjahrgänge 1930–1935 ihr Leben. Im Frühjahr 1945 wurden 31 männliche Schüler der Oberprima mit „Reifevermerk“ entlassen, wobei bis zum 1. Mai 1945 siebzehn fielen. Ab Dezember 1945 konnte der Schulbetrieb, nach Belegung des Gebäudes durch das Rote Kreuz und Besatzungstruppen, schrittweise im Schichtbetrieb wieder aufgenommen werden. Teilweise wurde der Unterricht im nahegelegenen Kolpinghaus abgehalten. Die Schülerzahlen stiegen stark an, u. a. durch Kinder Heimatvertriebener. Ab Mitte der 1950er Jahre konnte die Situation durch mehrere Anbauten und die Gründung anderer weiterführender Schulen im Landkreis zunehmend entschärft werden, wohingegen der Mangel an Lehrkräften bis in die 1970er Jahre erheblich blieb. Verschiedene Reformen des niedersächsischen Schulwesens wurden umgesetzt. Im Jahr 1971 wurde eine große Turnhalle errichtet; 1997 kam eine Cafeteria mit mehreren Unterrichtsräumen und ab 2002 ein Eckgebäude hinzu. Im Jahr 1980 war das Gymnasium Kulisse für die Anfangsszenen des Filmes Luftwaffenhelfer.
Seit 2008 gibt es mit dem Evangelischen Gymnasium Nordhorn ein weiteres Gymnasium in Nordhorn.

## Profil
Das Gymnasium ist seit 2002 eine Europaschule, welche über ein MINT-Profil verfügt und seit 2009 als „Sportfreundliche Schule“ zertifiziert ist. Zudem ist sie wiederholt als „Umweltschule in Europa“ ausgezeichnet worden.

## Bekannte Absolventen
| Abiturjahrgang | Name                     | Lebensdaten | Kurzinformation |
| -------------- | ------------------------ | ----------- | --- |
| 1933           | Wilhelm Buddenberg       | 1914–1992   | Lehrer und Politiker |
| 1954           | Bernhard Großfeld        | 1933–2024   | emeritierter Hochschullehrer für Jura |
| 1961           | Peter Veddeler           | * 1941      | Historiker und Staatsarchivar |
| 1961           | Ferdinand Ahuis          | * 1942      | Evangelischer Theologe |
| 1963           | Gerd-Jan Krol            | * 1943      | Wirtschaftswissenschaftler |
| 1965           | Hanna Krabbe             | * 1945      | Ehemalige Terroristin der Rote Armee Fraktion (RAF) |
| 1969           | Karl-Wilhelm ter Horst   | * 1950      | Sozialwissenschaftler, Theologe und Pfarrer |
| 1972           | Bernhard Brink           | * 1952      | Schlagersänger sowie Fernseh- und Radiomoderator |
| 1980           | Friedhilde Trüün         | * 1961      | Kinderstimmpädagogin und Kirchenmusikerin |
| 1982           | Klaus Wiener             | * 1962      | Mitglied des 20. Deutscher Bundestag (CDU) |
| 1983           | Thomas Ebers             | * 1964      | Fachbuchautor, Referent und Verleger |
| 1984           | Andreas Sentker          | * 1964      | Geschäftsführender Redakteur Die Zeit und Herausgeber des Magazins Zeit Wissen                                                                                             |
| 1986           | Stefan Wintels           | * 1966      | Vorstandsvorsitzender der KfW-Bankengruppe |
| 1991           | Ebba Durstewitz          | * 1971      | Musikerin, Sängerin, Literaturwissenschaftlerin und freie Autorin |
| 1996           | Jeroen S. Dickschat      | * 1977      | Chemiker und Hochschullehrer |
| 2000           | Sarah Liu                | * 1981      | Moderatorin, Fernseh- und Theaterschauspielerin sowie Kommunikationscoach                                                                                                  |
| 2002           | Jessica de Bloom         | * 1983      | Hochschullehrerin für Psychologie an der Reichsuniversität Groningen |
| 2002           | Christian-Hendrik Heeger | * 1982      | Professor für Kardiologe und Elektrophysiologie, Hochschullehrer am Universitätsklinikum Schleswig-Holstein                                                                |
| 2002           | Timo Hennig              | * 1982      | Hochschullehrer für Psychologie an der Universität Potsdam |
| 2002           | Ulrike Henny-Krahmer     | * 1982      | Juniorprofessorin für Digital Humanities an der Universität Rostock |
| 2002           | Matthias Johannink       | * 1983      | Hochschullehrer für Thermodynamik an der Hochschule Bonn-Rhein-Sieg |
| 2002           | Arne Rigterink           | * 1982      | Handballspieler bis 2004 HSG Nordhorn, 2004–2010 TV Hüttenberg (2. Bundesliga), ab 2010 HSG Pohlheim (3. Bundesliga); Geschäftsführer der Rigterink Logistik GmbH & Co. KG |
| 2003           | Simon Heeger             | * 1983      | Musikproduzent und Komponist |
| 2003           | Henner Will              | (1984–2011) | Sohn von Gerd Ludwig Will, Namensgeber der Henner Will Stiftung |
| 2004           | Christoph Domnick        |             | Privatdozent, Chirurg an der Euregio-Klinik Grafschaft Bentheim |
| 2004           | Dennis Dreiskemper       |             | Professor für Sportpsychologie an der TU Dortmund |

## Sonstige Persönlichkeiten
- Günter Wojaczek (1932–1997), Klassischer Philologie, nach 1960 übergangsweise Lehrer
- Anna-Lena Grönefeld * 1984, ehemalige Tennisspielerin, Schulbesuch bis zur Mittleren Reife 2001
- Dennis Breder * 1980, ab dem Schuljahr 2010/11 Referendar für die Fächer Mathematik und Physik